# Scopula albomarginata
Scopula albomarginata là một loài bướm đêm trong họ Geometridae.